# Morti nel 1480
| Questa pagina contiene informazioni ricavate automaticamente dalle voci biografiche con l'ausilio del template Bio e di un bot. L'aggiornamento è periodico e automatico e ricostruisce completamente la pagina. Se manca una persona in questa lista, sei pregato di non aggiungerla, ma accertati piuttosto che la sua voce biografica contenga il template Bio e che i dati anagrafici siano correttamente compilati. Se il template Bio manca, inseriscilo tu stesso o, in alternativa, metti l'avviso {{tmp\|Bio}} che ne segnala la mancanza. Se i dati riportati sono sbagliati, correggi direttamente la voce biografica; le modifiche saranno visibili in questa lista entro pochi giorni. Per chiarimenti vedi il progetto biografie. La lista contiene solo le 42 persone che sono citate nell'enciclopedia e per le quali è stato implementato correttamente il template Bio. Pagina aggiornata al 10 ago 2025. |

- 3 gennaio - Nicoletta di Châtillon, nobile francese
- 10 febbraio - Pino III Ordelaffi, nobile italiano (n. 1436)
- 16 aprile - Pedro de Osma, teologo spagnolo
- 10 maggio - Filippo I di Hanau-Lichtenberg, conte tedesco (n. 1417)
- 19 maggio - Lawrence Booth, arcivescovo cattolico e politico inglese
- 19 maggio - Jan Długosz, storico e prete polacco (n. 1415)
- 6 giugno - Vecchietta, pittore, scultore e orafo italiano (n. 1410)
- 6 luglio - Antonio Squarcialupi, organista italiano (n. 1416)
- 10 luglio - Renato d'Angiò, sovrano francese (n. 1409)
- 14 luglio - Sinibaldo II Ordelaffi, nobile italiano (n. 1467)
- 20 luglio - Andrea Barbazza, giurista e avvocato italiano
- 20 luglio - Biancamaria Martinengo, nobile italiana (n. 1466)
- 26 luglio - Leonardo Mansueti, umanista italiano (n. 1405)
- 11 agosto - Stefano Pendinelli, arcivescovo cattolico italiano (n. 1403)
- 11 agosto - Francesco Zurolo, militare italiano
- 12 agosto - Giovanni Antonio Delli Falconi, condottiero italiano
- 1º settembre - Ulrico V di Württemberg, conte (n. 1413)
- 20 settembre - Anne Neville, duchessa di Buckingham, nobildonna inglese
- 3 ottobre - Napoleone Orsini, nobile e condottiero italiano
- 7 ottobre - Sigismondo I de Luna, nobile, politico e militare italiano
- 30 ottobre - Cicco Simonetta, politico, diplomatico e crittografo italiano
- 31 ottobre - Girolamo Grifoni, abate e giurista italiano
- 6 novembre - Ichijō Norifusa, militare giapponese (n. 1423)
- 20 novembre - Eleonora Stuart, principessa scozzese (n. 1433)
- 29 novembre - Federico I del Palatinato-Simmern, nobile tedesco (n. 1417)
- 14 dicembre - Niccolò Perotti, umanista, filologo e arcivescovo cattolico italiano
- 22 dicembre - Basarab III Laiotă cel Bătrân, principe (n. 1431)
- Angelo Barovier, artista italiano
- Bonifacio Bembo, pittore e miniatore italiano (n. 1420)
- Pierre Du Bois, storico italiano (n. 1430)
- Joseph Colon, rabbino e religioso italiano (n. 1420)
- Bartolomeo delle Cisterne, architetto italiano
- Giacomo III Crispo, duca
- Gianmario Filelfo, umanista italiano (n. 1426)
- Giuliano Gattilusio, pirata italiano (n. 1435)
- Francesco Giamberti, intagliatore italiano (n. 1405)
- Nicolas Jenson, tipografo francese
- Giovanni Antonio Piatti, scultore italiano (n. 1447)
- Tristão Vaz Teixeira, navigatore e esploratore portoghese (n. 1395)
- Antonio Ventimiglia Prades, nobile, politico e militare italiano
- Ieuan Ddu ab Dafydd ab Owain, poeta gallese (n. 1440)
- Anna di Savoia, principessa (n. 1455)